# Suomi marssi
Suomi marssi («Фінський марш») — традиційний військовий марш Суомі та Бундесверу авторство якого приписують Е. В. Еріксону.

## Історія
Вперше був зіграний 1837 року під час парадного проходження фінської гвардії тогочасної РІА у Красному селі. Марш набув популярності, і під час правління Миколи I його ноти, разом з іншими, були передані оркестрам Фредеріка Вільгельма III. В офіційному списку маршів (AM II, 113) він став відомий як Marsch aus Petersburg 1837 (марш отриманий із Петербурга 1837 року). Згідно зі споминами Лена Ліннала, який обґрунтував його фінське походження, композиція була вельми популярна під час війни за Незалежність.